# KF Shkëndija
KF Shkëndija (Macedonisch: ФК Искра) is een Macedonische voetbalclub uit de stad Tetovo.
De club werd in 1979 opgericht door etnische Albanezen uit Tetovo en promoveerde in 1996 voor het eerst naar de hoogste klasse. Na een seizoen werd de club echter weer naar de tweede klasse doorverwezen. In 2000 keerde de club terug en werd twaalfde op veertien clubs, doordat de competitie naar twaalf clubs werd herleid moest Shkendija degraderen. Na twee seizoenen promoveerde de club opnieuw en kon dit keer standhouden. In het eerste seizoen werd de club vijfde en haalde die plaats ook het volgende seizoen. In 2008 degradeerde de club. Na twee seizoenen promoveerde de club weer. In 2011 behaalde Shkendija het grootste succes in de historie door landskampioen te worden. Hiermee ging de club dan ook voor de eerste keer Europees voetbal spelen.

## Erelijst
- Prva Liga

Winnaar: 2011, 2018, 2019, 2021
- Beker van Macedonië

Winnaar: 2016, 2018
Finalist: 2006, 2017, 2019

## Eindklasseringen
| 1 |

| 1 |

| 4 |

| 1 |

| 13 |

| 9 |

| 7 |

| 1 |

| 12 |

| gd |

| 4 |

| 2 |

| 5 |

| 5 |

| 10 |

| 11 |

| 3 |

| 1 |

| 1 |

| 3 |

| 5 |

| 4 |

| 3 |

| 2 |

| 2 |

| 1 |

| 1 |

| 3 |

| 1 |

| 3 |

| 3 |

| 2 |

| Prva Liga | Vtora Liga | Treta Liga | Reg. Niv. 4 |

## In Europa
FK Shkëndija 79 Tetovo speelt sinds 2011 in diverse Europese competities. Hieronder staan de competities en in welke seizoenen de club deelnam:
- Champions League (5x)

2011/12, 2018/19, 2019/20, 2021/22, 2025/26
- Europa League (9x)

2012/13, 2014/15, 2015/16, 2016/17, 2017/18, 2018/19, 2019/20, 2020/21, 2025/26
- Conference League (4x)

2021/22, 2022/23, 2023/24, 2024/25
Besa ·
AP Brera Strumica · 
Gostivar · 
Pelister · 
Rabotnički · 
Shkëndija · 
Shkupi · 
Sileks ·
Struga · 
Tikveš ·
Vardar Skopje ·
Voska Sport ·